# 総合南東北病院
一般財団法人 脳神経疾患研究所附属 総合南東北病院（のうしんけいしっかんけんきゅうじょふぞく そうごうみなみとうほくびょういん）は、福島県郡山市にある医療機関。一般財団法人脳神経疾患研究所の附属病院である。

## 概要
1981年（昭和56年）に開設された南東北脳神経外科病院を前身とする。
医療機関コードは、0313586。理事長で脳神経外科医の渡邉一夫が経営する南東北病院グループの最初の病院であり、地域がん診療連携拠点病院等の指定を受け、地域医療支援病院の承認を受ける。本院に隣接して、附属南東北医療クリニック（医療機関コード0315987）、附属南東北眼科クリニック（同コード0315995）、附属南東北がん陽子線治療センター（同コード0316639）等が併設されている。
なお同名の病院として宮城県岩沼市にも総合南東北病院がある。こちらも渡邉が設立した個人病院が始まりであり、南東北病院グループの傘下にある。

## 医学部設置構想
2014年4月14日、病院の運営法人である一般財団法人脳神経疾患研究所が、郡山市内に大学医学部を新設する構想を明らかにした。報道によれば既存の大学とは連携せず、2016年春の開学を目指すとしていた
。
2014年8月28日、東北地方に医学部を新設する構想で、文部科学省の構想審査会は、一般財団法人脳神経疾患研究所など南東北病院グループの構想を、「県や福島県立医科大学との連携が十分とれていない。財務的にも不確実性がある」と指摘。選定されなかった。

## 移転計画
一般財団法人脳神経疾患研究所など5者からなる共同事業者は郡山市富田町の旧農業試験場跡地を落札し、2027年度をめどに南東北病院のほか隣接する医療・眼科クリニック、がん陽子線治療センター、南東北第2病院の機能を新病院に移すことになった。跡地約15.47ヘクタールのうち約8ヘクタールを病院側、約7ヘクタールを調剤薬局大手のクオールなど3者が使用する計画である。

## 診療科
- 脳神経外科
- 外科
- 整形外科
- 心臓血管外科
- 形成外科
- 呼吸器外科
- 麻酔科
- 内科
- 神経内科
- 消化器科
- 循環器科
- 呼吸器科
- 気管食道科
- 小児科
- 泌尿器科
- 肛門科
- 皮膚科
- 性病科
- リハビリテーション科
- 歯科
- 歯科口腔外科
- 放射線科
- 耳鼻咽喉科
- 眼科
- アレルギー科
- 精神科
- 小児外科
- 産婦人科
- 救急科
- 放射線治療科
- 放射線診断科
- 病理診断科

## 放射線治療施設
南東北病院は首都圏および京阪神圏を除けば最大規模の日本有数の放射線治療施設であり、治療設備としてライナック、サイバーナイフ、ガンマナイフ、陽子線治療、BNCTと豊富な設備を有する。
陽子線治療とBNCTはそれぞれ、南東北がん陽子線治療センター、南東北BNCT研究センターとして別の棟となっている。日本で陽子線治療設備を有するのは18施設のみであり、BNCTに至っては民間病院として設備を有するのはこの南東北病院が唯一である（令和3年3月時点）。

## 医療機関の指定等
- 保険医療機関
- 救急告示医療機関
- 労災保険指定医療機関
- 指定自立支援医療機関（更生医療・育成医療・精神通院医療）
- 身体障害者福祉法指定医の配置されている医療機関
- 生活保護法指定医療機関
- 結核指定医療機関
- 原子爆弾被害者一般疾病医療取扱医療機関
- 臨床研修指定病院
- 臨床修練指定病院
- 地域医療支援病院
- がん診療連携拠点病院
- 特定疾患治療研究事業委託医療機関
- DPC対象病院
- 小児慢性特定疾患治療研究事業委託医療機関
- 地域災害拠点病院
- 福島県原子力災害医療協力機関

## 交通アクセス
- JR東日本東北本線郡山駅より福島交通バスで15分、勝木沢・南東北病院前下車。

- 東北自動車道郡山インターチェンジより車で20分。　本宮インターチェンジより車で15分。